# Reda Mahmud Hafez Mohamed
Reda Mahmud Hafez Mohamed (arabsko رضا محمود حافظ), egiptovski maršal, * 3. marec 1952, † 3. december 2013.
Bil je poveljnik Egiptovskega vojnega letalstva in član Vrhovnega sveta Oboroženih sil Egipta, ki je prevzel oblast v Egiptu po odstopu predsednika Egipta Hosnija Mubaraka.

## Življenjepis
Leta 1972 je diplomiral na Letalski akademiji Egipta iz letalstva in vojaških ved. Aktivno vojno službo je doživel med jomkipursko vojno. V svoji karieri je letel z različnimi letali (Aero L-29 Delfín, MiG-17, MiG-19, MiG-21 in F-4 Phantom II). Leta 2005 je bil imenovan za poveljnika Vzhodne zračne cone, nato pa Južne zračne cone. 1. julija 2007 je postal načelnik operativnega oddelka in konec istega leta načelnik štaba Egiptovskega vojnega letalsta. 20. marca 2008 pa je postal poveljnik letalstva.